# Bodrogkisfalud
Bodrogkisfalud is een plaats (község) en gemeente in het Hongaarse comitaat Borsod-Abaúj-Zemplén. Bodrogkisfalud telt 1013 inwoners (2001).